# Малое Панчино
 Малое Панчино  — деревня в Яранском районе Кировской области в составе Опытнопольского сельского поселения.

## География
Расположено на расстоянии примерно 11 км по прямой на север от города Яранск.

## История
Известна с 1802 года как деревня Малая Паншинская с 25 дворами. В 1859 году здесь учтено дворов 29 и жителей 332, в 1905 (Малая Паншина) 58 и 303, в 1926 (Малая Панчина) 56 и 304, в 1950 37 и 165, в 1989 52 жителя. Настоящее название утвердилось с 1939 года.

## Население
Постоянное население составляло 41 человек (русские 93%) в 2002 году, 15 в 2010.